# Tanaostigma chapadae
Tanaostigma chapadae är en stekelart som först beskrevs av William Harris Ashmead 1904.  Tanaostigma chapadae ingår i släktet Tanaostigma och familjen Tanaostigmatidae. Inga underarter finns listade i Catalogue of Life.